# Rainkopf
Der Rainkopf ist ein 1304 m hoher Berg in den Hochvogesen. Über den Gipfel verläuft die Grenze zwischen dem Elsass und Lothringen sowie zwischen den Départements Vosges und Haut-Rhin. Nur wenig westlich des Rainkopfgipfels verläuft die Route des Crêtes vom Col de la Schlucht nach Süden. Östlich unterhalb des Rainkopfes liegt der Altenweiher, westlich der Lac de Blanchemer. Nördlich unterhalb des Gipfels befindet sich das Refuge du Rainkopf des Club Vosgien Mülhausen.